# Poul Elming
Poul Elming (født 21. juli 1949 i Aalborg), er en dansk operasanger.
Han debuterede fra Det Jyske Musikkonservatorium i 1978. Sideløbende med studierne sang Elming i koret på Den Jyske Opera, hvor han blev ansat som solist i 1979 og virkede, indtil han i 1984 kom til Det kongelige Teater.
Efter en stemmeomlægning fra baryton til tenor debuterede Poul Elming med sin nye stemme som Parsifal på Det kongelige Teater i 1989. Dette blev startskuddet til en international karriere, som omfatter en mangeårig tilknytning til festspilhuset i Bayreuth samt gæsteoptræden i ledende operahuse over hele verden, blandt andet Covent Garden i London, Châtelet og Bastilleoperaen i Paris, Wiener Staatsoper, Deutsche Oper og Staatsoper Unter den Linden i Berlin, Hamburger Staatsoper, The Metropolitan Opera i New York, Lyric Opera i Chicago og The San Francisco Opera.
Blandt de baryton-partier han har sunget på Det kongelige Teater kan nævnes greven i Mozarts Figaros Bryllup, titelpartiet i Tjajkovskijs Eugen Onegin, Posa i Verdis Don Carlos, den gamle Germont i Verdis La Traviata, Silvio i Leoncavallos Bajadser, Malatesta i Donizettis Don Pasquale og Heerrufer i Wagners Lohengrin.
Blandt tenor-partierne kan – udover titelpartiet i Parsifal – nævnes Florestan i Beethovens Fidelio, Dimitrij i Mussorgskijs Boris Godunov, Erik i Wagners Den flyvende Hollænder, Munden der taler store ord i Rued Langgaards Antikrist, titelpartiet i Mozarts Idomeneo, Aegisth i Strauss' Elektra, Siegmund i Wagners Valkyrien, Eisenstein i Strauss' Flagermusen, Max i Webers Jægerbruden, titelpartiet i Wagners Lohengrin, Melot i Wagners Tristan og Isolde, Erster Geharnischter i Mozarts Tryllefløjten, Don Luigino i Rossinis Rejsen til Reims, Loge i Wagners Rhinguldet og Luke i Poul Ruders' Tjenerindens fortælling.
Blandt Poul Elmings mange udmærkelser er Ridderkorset og Aksel Schiøtz-Prisen. Endvidere er han æresmedlem af Det Danske Wagner Selskab og The Wagner Society of Ireland.
Fra 1. september 2007 tiltræder Poul Elming som musikchef i Ålborg Symfoniorkester.
Der findes flere indspilninger med Poul Elming. Eksempelvis:
Heises Drot og Marsk, Langgaards Antikrist, Nørgårds Siddharta, Ruders' Tjenerindens fortælling samt Wagners Valkyrien.